# Silvia Tortora
Silvia Tortora (Roma, 14 novembre 1962 – Roma, 10 gennaio 2022) è stata una giornalista italiana.

## Carriera
Figlia del giornalista e conduttore televisivo Enzo Tortora e della sua seconda moglie Miranda Fantacci, nonché sorella maggiore di Gaia. Nel 1985, iniziò a collaborare con Giovanni Minoli a Mixer e, dal 2004, sempre con Minoli, al programma La storia siamo noi.
Scrisse per il settimanale Epoca, dal 1988 al 1997. Nel 1999, si aggiudicò il Nastro d'Argento al Festival di Taormina come "migliore soggetto cinematografico" con il film Un uomo perbene di Maurizio Zaccaro. 
Nel 2002, curò il libro Cara Silvia, edito da Marsilio Editori. Nel 2006, pubblicò Bambini cattivi, sempre con Marsilio. 

### La storia siamo noieBig
Per il programma La storia siamo noi Silvia Tortora realizza varie puntate riguardanti: Mia Martini, Renato Vallanzasca, Il Terremoto a San Giuliano di Puglia, Francesco Totti, Vendute (storia di baby prostitute), C'era una volta Portobello (la storia di un programma e di un uomo, Enzo Tortora), Corrado (il grande inventore della Corrida), La prima vittima (storia di Luigi Calabresi), e Non ci resta che Benigni (storia del comico toscano).
A partire da giugno 2009, conduce Big - La via del cuore insieme ad Annalisa Bruchi, in onda su Rai 3 in otto puntate, protagonisti otto grandi personaggi: Mario Monicelli, Giulio Andreotti, Giampaolo Pansa, Renzo Arbore, Mariangela Melato, Umberto Veronesi, Andrea Camilleri, Giovanni Minoli.

### Morte
Muore la notte del 10 gennaio 2022 in una clinica di Roma all'età di 59 anni, la stessa età in cui era morto suo padre, Enzo Tortora.

## Vita privata
Il 1º settembre 1990 sposò l'attore francese Philippe Leroy, dal quale ebbe due figli.